# Barones del Conurbano
Barones del Conurbano es una categoría de la politología argentina que intenta definir las prácticas políticas de un conjunto de políticos e intendentes del Gran Buenos Aires, Argentina.

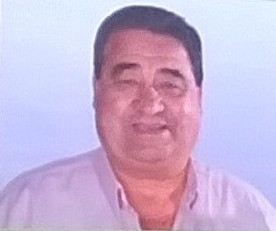
Hugo Curto, del Partido Justicialista fue Intendente del Partido de Tres de Febrero en la zona oeste del Gran Buenos Aires desde 1991 hasta 2015. Fue uno de los más reconocidos Barones del Conurbano.

## Aparición del término
El término fue creado a mediados de la década de 1990, época en la que el gobernador Eduardo Duhalde construía su poder político en la Provincia de Buenos Aires. Duhalde, junto con su esposa, la senadora Chiche Duhalde, lograron armar en la década de 1990 una red clientelar de unas 35.000 manzaneras que se financiaba con el Fondo de Reparación Histórica y los préstamos del Banco Mundial.
Según el investigador social y sacerdote jesuita Rodrigo Zarazaga dos factores caracterizan la gestión de este conjunto de políticos:
- gobiernan municipios con gran concentración de pobreza
- los intendentes comandan extensos aparatos.

En este grupo de políticos se encuentran: Jesús Cariglino, Alberto Descalzo, Raúl Othacehé, Julio Pereyra, Mario Ishii, Hugo Curto, Mariano West, Alejandro Granados y Marcelo Coronel. En esta categoría se podría incluir al ex intendente del Partido de San Miguel Aldo Rico, al ex-intendente de Avellaneda Baldomero Álvarez de Olivera, y al difunto intendente de Lanús Manuel Quindimil.
Dos hechos contribuyeron a la consolidación del poder político de este grupo de políticos bonaerenses:
- la Reforma de la Constitución Argentina de 1994: hasta la Reforma de la Constitución de 1994 funcionó el sistema de Colegio Electoral para elegir el presidente y con este sistema la provincia de Buenos Aires, pese a tener el 40% de los votos, elegía solo el 28% de los electores. La Reforma de 1994 potenció la importancia política de la provincia de Buenos Aires al establecerse el sistema de voto directo y distrito único para elegir la fórmula presidencial: con este sistema la provincia de Buenos Aires es el 38% del padrón electoral nacional y llega a ser el 40% de los votos efectivos. Casi uno de cada cuatro votos del país está en el conurbano bonaerense, por lo cual este juega un rol decisivo al momento de elegir el presidente de la Nación y define la elección del gobernador.[5]
- el Fondo de Reparación Histórica del Conurbano Bonaerense: constituido por el 10% de la recaudación del impuesto a las ganancias, el Fondo de Reparación fue creado por ley en 1992 y fue le producto de la exigencia que le hizo a Carlos Menem el entonces vicepresidente de la nación Eduardo Duhalde para aceptar la candidatura a la gobernación de la provincia. Con recursos que debieron renunciar las demás provincias en favor de Buenos Aires, Duhalde contó 600 millones de pesos anuales que repartió a los distintos municipios del Gran Buenos Aires para la realización de distintas obras públicas, planes asistenciales y para crear una estructura clientelar.[6][7]

Con los aportes financieros de la Nación y la Provincia se han realizados obras públicas que estuvieron por décadas postergadas: cloacas, asfaltos, escuelas, centros de integración comunitaria y similares que le permitieron a los intendentes poder sacar rédito político.[cita requerida]
En 2008 los intendentes manejaban 4.500 millones de pesos y apelando al artículo 119 de la ley orgánica de las municipalidades, los intendentes crean y reasignan partidas sin pedir permiso a los concejos deliberantes.
A los intendentes se los ha relacionado con el tráfico de drogas. El juez Luis Arias, del Juzgado en lo Contencioso Administrativo n.º 1 de la ciudad de La Plata señaló:

Existe una situación de delincuencia política… la madre de un chico adicto en Bernal (me aportó el dato que) el cuñado del puntero político de su barrio era el que le vendía la droga al menor. Hoy, la política no tiene sustento territorial. Ya casi no hay unidades básicas en los barrios. ¿Quiénes manejan los barrios? Los punteros y la policía. A la policía ya la denuncié por reclutar menores para delinquir, y el caso quedó en la nada.
Luis Arias

Uno de los intendentes, Francisco "Barba" Gutiérrez, corroboró lo dicho por Arias:

Hay punteros políticos de la derecha que utilizan esos mecanismos mafiosos y, a veces, con protección de la Justicia.
Francisco Gutiérrez

Mario Ishii, en un volante de la municipalidad de José C. Paz advertía: “Atención trabajadores paceños. En caso de no concurrir se le dará de baja en forma automática a su puesto de trabajo, como así también se reverá la entrega de vivienda al que se la hubiesen entregado”.
Entre los barones del conurbano no es extraño que en la intendencia se alternen los familiares. Tal fue el caso del intendente radical Melchor Posse quien fuera intendente del San Isidro desde 1983 hasta 1999 y quien fue sucedido por su hijo Gustavo Posse quien ocupó el cargo de intendente durante 24 años, desde 1999 hasta 2023. Raúl Othacehé gobernó Merlo desde 1991 hasta 2015; tiene fama de ser el barón más duro del conurbano. Referentes de organismos de derechos humanos lo señalan como el responsable de la persecución a opositores. El investigador Ernesto Kritz, señala que en 2013, el manejo de los barrios más pobres estaba pasando de los punteros políticos a los dealers de las redes de narcotráfico.

## Década del 2000
Desde el 2005 el kirchnerismo logró conformar una alianza con los intendentes del Gran Buenos Aires. El sociólogo Torcuato Di Tella justifica la alianza del kirchnerismo con los barones diciendo:

Soy un transversal moderado, Me gusta que el peronismo se renueve, pero tampoco demasiado porque si no incorporaba a los barones del conurbano se iba a transformar en el Frepaso. Claro que no había que usarlos a todos

## Elecciones de 2015
Las elecciones primarias abiertas simultáneas y obligatorias (PASO) significaron las derrotas Raúl Otacehé en Merlo, Luis Acuña en Hurlingham, Darío Giustozzi en Almirante Brown y Mariano West en Moreno, intendentes históricos de estas localidades. Juan Zabaleta, candidato del Frente para la Victoria, superó por amplio margen al massista Luis Acuña, intendente de la localidad desde el 2001. En el partido de Moreno, el intendente Mariano West perdió contra el camporista Walter Festa. West, acusó al Frente para la Victoria de su derrota tras varios del poder. En Merlo, Raúl Othacehé, histórico jefe comunal con seis períodos consecutivos caía frente al concejal Gustavo Menéndez. En Almirante Brown el histórico Darío Giustozzi, era derrotado por el sciolista Mariano Cascallares.

Otro intendente considerado como un barón del conurbano fue Gustavo Posse quien gobernó San Isidro desde 1999 hasta 2023, ejerciendo seis mandatos consecutivos. Él ha sido acusado de persecución por algunos vecinos de su partido, y de agredir a través de su policía comunal a jóvenes que hacían campaña para otros partidos.

En el caso de algunos barones del conurbano se ha denunciado la utilización de patotas o fuerzas de choque contra opositores. Fueron reiterados durante la gestión de Cariglino en Malvinas Argentinas los casos de represión y de violencia de género. Estos casos incluyeron ataques a militantes de fuerzas opositoras y a grupos de mujeres, disparos con armas de fuego contra una mujer embarazada (que finalmente resultó parapléjica) y amenazas de muerte al principal referente de la oposición, el entonces candidato a intendente municipal Leonardo Nardini. Pese a estos atropellos por parte de Cariglino y sus acólitos, Nardini sería finalmente electo, terminando con dos décadas de gobierno de Jesús Cariglino en Malvinas Argentinas.

## Hugo Moyano
Los intendentes del conurbano mantienen una difícil relación con el dirigente sindical Hugo Moyano, Secretario General de la C.G.T y líder del sindicato de camioneros. Los intendentes se ven en dificultades financieras cada vez que el sindicato de camioneros obtiene aumentos salariales ya que a este sindicato pertenecen los recolectores de residuos. En algunos partidos, el pago por el servicio de recolección de residuos representa la mitad del presupuesto del municipio, aun cuando eso no implica que se gaste todo el dinero en sueldos.
En 2014 su hijo Pablo Moyano amenazó con declarar un paro nacional de recolectores ante la municipalización del servicio de recolección de basura en Quilmes que hubiese quitado ese negocio a la empresa Covelia, ligada a la familia Moyano, por serias irregularidades en el servicio.
Tras ser consultado por sus dichos aseguró que no se arrepentía y amenazó con paralizar el país.